# Constantin Brăiloiu
Constantin Brăiloiu (Bucarest, 13 agosto 1893 – Ginevra, 20 dicembre 1958) è stato un compositore ed etnomusicologo rumeno.

## Biografia
Studiò a Bucarest dal 1901 al 1907, a Vienna dal 1907 al 1909, a Vevey e Losanna dal 1909 al 1912 e quindi a Parigi dal 1912 al 1914. Nel 1920 fondò, unitamente ad altri compositori rumeni, la  Societatea Compozitorilor Român , (SCR, società dei compositori rumeni), della quale è stato il segretario generale dal 1926 al 1943. Nel 1928 fondò Arhiva de folklore (Archivio del folklore) divenuto presto uno degli archivi di musica etnica più importanti del mondo in quel periodo. Nel 1943 emigrò a Ginevra dove costituì Les Archives internationales de musique populaire, del quale è stato direttore dal 1944 fino alla sua morte.
Egli dotò l'etnomusicologia di una solida base metodologica, in cui i punti salienti sono il costante riferimento alle rivelazioni fonografiche dirette e l'impiego di strumenti d'indagine musicali, linguistici e sociologici. Il suo metodo consisteva nel prendere la prima versione ascoltata di un canto e nello scriverla su un rigo, mettendo, poi, sotto solo le varianti delle nuove versioni. A trascrizione ultimata notò che esistono “logiche di variazione”. Concluse affermando che se ci sono variazioni negli stessi punti, c'è una libertà esecutiva regolamentata.